# Liang Weikeng
Liang Weikeng (chinesisch 梁伟铿, Pinyin Liáng Wěikēng, * 30. November 2000 in Guangzhou) ist ein chinesischer Badmintonspieler.

## Karriere
Liang Weikeng gewann bei der Badminton-Juniorenweltmeisterschaft 2018 Bronze im Herrendoppel und Gold mit dem Team. Bei der Weltmeisterschaft 2023 erkämpfte er sich erneut Bronze im Doppel. 2024 nahm er an den Olympischen Sommerspielen teil und wurde dort Zweiter im Herrendoppel.